# Mohammed Gargo
Pour les articles homonymes, voir Gargo (homonymie).
Mohammed Gargo (né le 19 juin 1975 à Accra au Ghana) est un footballeur international ghanéen, qui évoluait au poste de défenseur, avant de devenir entraîneur.

## Biographie

### Carrière de joueur

#### Carrière en sélection
Avec l'équipe du Ghana, il joue 20 matchs (pour 4 buts inscrits) entre 1992 et 2001. Il figure notamment dans le groupe des sélectionnés lors des CAN de 1992, de 1998 et de 2000.
Il participe également aux JO de 1992. Lors du tournoi olympique, il joue 5 matchs et glane la médaille de bronze.
Avec les sélections de jeunes, il joue la Coupe du monde des moins de 17 ans 1991 organisée en Italie et la Coupe du monde des moins de 20 ans 1993 qui se tient en Australie.

## Palmarès
| Udinese - Coupe Intertoto (1) : - Vainqueur : 2000. |  | Ghana - Jeux olympiques : - Bronze : 1992. |